# Pall Mall (cigarro)

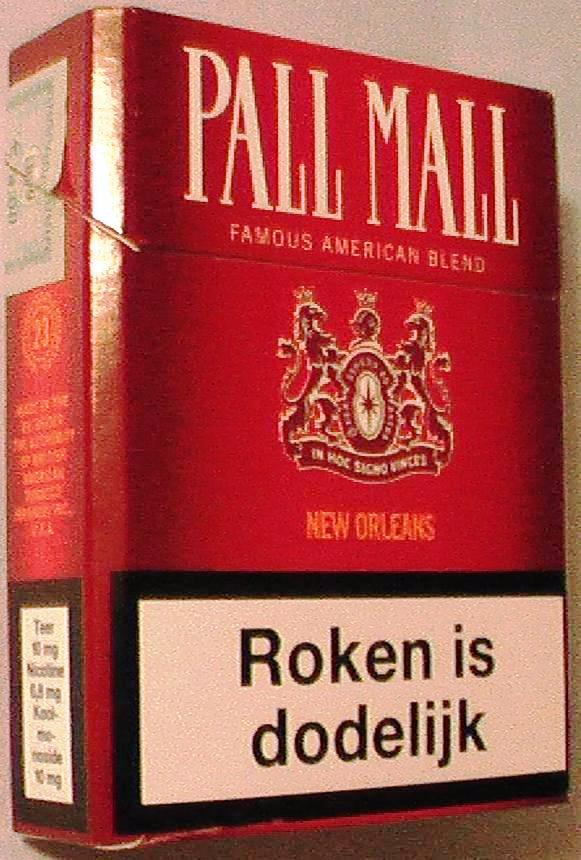
Um maço de cigarro Pall Mall; a legenda, em holandês, diz "Fumar provoca a morte".

Pall Mall é uma marca de cigarros produzida pela R. J. Reynolds Tobacco Company em Winston-Salem, na Carolina do Norte, Estados Unidos. Internacionalmente, é produzido pela British American Tobacco.

## História
A marca de cigarros Pall Mall foi introduzida no mercado no ano de 1899 pela Butler & Butler Company, em uma tentativa de dar à classe média alta o primeiro cigarro "premium". Seu nome foi tirado de um jogo do século XVII no qual o jogador, descendo uma viela, tinha que dirigir uma bola de madeira com uma marreta passando-a por alguns aros com o menor número de batidas possível; o nome deriva de "palla" e "malleus", ou seja, bola e pá.
No ano de 1907, a Pall Mall foi adquirida pela "American Tobacco" através da venda da "Butler & Butler". Os novos donos usaram a marca "premium" para testar algumas inovações no design do cigarro, como o "king-size" (agora o tamanho padrão de cigarros 85mm), um novo modo de recheio de tabaco que supostamente deixa os cigarros mais suave na garganta.
Em 1994, a Pall Mall e a Lucky Strike foram compradas pela Brown & Williamson Tobacco Corporation.
Atualmente a Pall Mall está no segmento de 'marca em crescimento' do portfólio de marcas da R.J. Reynolds.